# Tachikawa
Акціонерне товариство Літаки Тачікава (яп. 立川飛行機株式会社, Тачікава Хікокі Кабушікі Кайша) було японським виробником літаків для Імперської армії Японії базоване в Тачікаві (Префектура Токіо).

## Історія

### Авіаційна фабрика Ішікаваджіма
В листопаді 1924 року суднобудівна компанія «Ішікаваджіма» (майбутня IHI Corporation) заснувала підрядну авіаційну компанію на своєму заводі в Цукішімі, Район Чюо (Токіо), яка отримала назву Авіаційна фабрика Ішікаваджіма (яп. 石川島飛行機製作所, Ішікаваджіма Хікокі Сейсакушо). Для успішного запуску виробництва компанія, як і багато інших японських авіаційних виробників, запросила до себе німецького авіатора та інженера Густава Лахмана. До приєднання до «Ішікаваджіми» в травні 1926 року Лахман працював головним інженером в німецькій компанії Albatros.
В грудні 1926 року «Ішікаваджіма» викупила місце на північному сході аеродрому Тачікава і почала будівництво складальних ліній. Будівництво ангарів і офісних будівель завершилось в червні 1926 року, а в лютому 1927 року був завершений сам завод. Окрім власних розробок, одним з перших літаків виготовленим «Ішікаваджімою» став Kawasaki Type 88 на замовлення армії. До березня 1930 року всі складові «Авіаційної фабрики Ішікаваджіма» були переміщені до Тачікави.
Хоча власні розробки з різних причин не випускались масовано, «Ішікаваджіма» стала важливим виробником ліцензійних літаків для Імперської армії Японії, виготовляючи згадані розвідувальні Type 88, а також винищувачі Nakajima Type 91. Окрім літаків «Ішікаваджіма» викупила ліцензію на виробництво британських авіаційних двигунів ADC Cirrus.

### Акціонерне товариство «Літаки Тачікава»
В 1936 році Імперська армія Японії викупила контрольний пакет акцій компанії, і перейменувала її на Акціонерне товариство Літаки Тачікава (яп. 立川飛行機株式会社, Тачікава Хікокі Кабушікі Кайша). Після цього компанія в основному почала виготовляти навчальні літаки і винищувачі для армії. Серед них були успішні власні розробки, такі як Ki-9 і Ki-36. Через «покровительство» армії, вона першою залучалась для виробництва армійських літаків інших японських дизайнів які були необхідні армії в конкретний момент. До 1940 року «Тачікава» розширила виробничі потужності відкривши ще дві фабрики в Кофу і Окаямі, що дозволило виробництва 1000 літаків в рік.
Як і інші японські виробники, виробництво літаків було припинене після капітуляції Японії в вересні 1945 року. Виробничі потужності фабрики були пошкодженими через бомбардування, а вцілілі ресурси були привласнені американською окупаційною армією. Багато інженерів компанії почали працювати на Nissan і Toyota, влившись в японську автомобільну промисловість. Частина інженерів заснували власну автомобільну компанію — Prince Motor Company (пізніше їх викупить Nissan).

### Акціонерне товариство «Нові літаки Тачікава»
Після зняття заборони на розробку і виробництво літаків в листопаді 1949 року, «Літаки Тачікава» були відновлені як Акціонерне товариство Нові літаки Тачікава (яп. 新立川飛行機株式会社, Шін Тачікава Хікокі Кабушікі Кайша). Компанія продовжила виготовляти навчальні літаки R-52 і R-53, R-52 став першим японським літаком створеним після війни. Але жоден з літаків не був комерційним успіхом, а більшість прибутків компанії надходило з виробництва авіаційних (і не тільки) запчастин. В 1955 році компанію перейменували на Акціонерне товариство Промисловість Тачіхі  (яп. 立飛企業株式会社, Тачіхі Кіґьо Кабушікі Кайша), що б не асоціюватись тільки з авіацією. З 1976 року компанія почала займатись також будівництвом і побутовою електронікою.

## Продукція

### Літаки Ishikawajima
- Ishikawajima T-2 — розвідувальний літак, 1927 рік.
- Ishikawajima R-1 (CM-1) — навчальний літак, 1927 рік.
- Ishikawajima R-2 — навчальний літак, 1927 рік.
- Ishikawajima T-3 — розвідувальний літак, 1928 рік.
- Ishikawajima R-3 — навчальний літак, 1929 рік.
- Ishikawajima R-5 — навчальний літак, 1933 рік.

### Літаки Tachikawa
- Tachikawa Ki-9 — навчальний літак, 1930 рік.
- Tachikawa KKY — медичний літак
- Ki-17 — навчальний літак, 1939 рік.
- Ki-24 — планер DFS SG 38 виготовлений за ліцензією
- Ki-25 — прототип планера на базі Göppingen Gö 3
- Ki-26 — прототип навчального планера, 1936 рік
- Ki-29 — прототип легкого бомбардувальника, 1936 рік
- Ki-36 — штурмовик, 1938 рік
- Ki-54 — навчальний літак, 1940 рік
- Ki-55 — навчальний літак, 1940 рік
- Ki-70 — прототип швидкісного розвідника, 1943 рік
- Ki-72 — варіант Ki-55
- Ki-74 — прототип висотного розвідника, 1944 рік
- Ki-77 — експериментальний дальній транспортний літак, 1942 рік
- Ki-92 — експериментальний дальній транспортний літак
- Ki-94 — прототип висотного перехоплювача
- Ki-104 — штурмовий варіант Ki-94
- Ki-110 — дерев'яний варіант Ki-54
- Ki-111 — проєкт заправника
- Ki-114 — проєкт дерев'яного заправника
- T.S. 1 — навчальний літак
- R-38 — навчальний літак
- Type LO Transport Aircraft — випущені за ліцензією Lockheed Model 14 Super Electra

### Літаки Shin Tachikawa/Tachihi
- Tachihi R-52 — цивільний навчальний літак
- Tachihi R-53 — цивільний навчальний літак
- Tachihi R-MH-310 — цивільний навчальний літак

## Виноски
1. ↑  Після завершення співробітництва в 1929 році Густав Лахман, переїде в Британію і працюватиме на Handley Page